# Blake i Mortimer
Blake i Mortimer és una sèrie de còmic creada per l'historietista belga Edgar P.Jacobs. Va aparèixer per primera vegada a la revista Tintín el 5 de setembre de 1946. Després de la mort de Jacobs, el 1987, l'aventura inconclusa Les tres fórmules del professor Sato va ser dibuixada, amb guions de Jacobs, per Bob de Moor. Després, la sèrie ha estat continuada per altres autors.

## Biografia de ficció
El professor Philip Mortimer i el capità Francis Blake de l'Inteligence Service Britanic són els protagonistes de la sèrie que porta el seu nom. Mortimer, és el més simpàtic de tots dos, tenen feines diferents, però comparteixen un apartament a Park Lane, a Londres.
Francis Blake, és el típic i tòpic militar angles, amb un bigoti ros que li adorna la cara. Com a bon militar, és decidit i complidor del seu deure amb la pàtria, el rei, o la reina si és el cas, si la seva feina ho requereix, sempre està disposat a enfrontar-se amb els perills que calguin. Una altra de les habilitats és la de disfressar-se d'àrab o de pakistanès segons convingui. Pel fet de ser deixi dit i valent no deixa de ser caut, reflexiu i curós, alhora estar en estat d'alerta davant d'una possible amenaça, això fa que ell i el seu company, se'n puguin sortir airosos de les situacions complicades que es troben al llarg de les seves aventures.
El Professor Philip Mortimer és un científic, home de caràcter temperamental, irreflexiu i expansiu, obert de ment amb una curiositat insaciable i sempre amb ganes de descobrir que hi ha més enllà del que es veu a simple vista i disposat a desvelar els misteris que puguin sorgir, siguin policíacs, arqueològics o científics.

### Els enemics
Olrick, és l'enemic per excel·lència i l'antagonista de Blake i Mortimer. Malgrat les seves maneres pretesament aristocràtiques, no deixa de ser un plebeu i un grimpador sense escrúpols, com a mercenari i sicari només fa feines per altri quan amb ell li convé i a la seva manera. El nexe comú entre els altres enemics de Blake i Mortimer és la de ser personatges savis però embogits. Septimus és molt perillós i infame. Miloch, és fred i inquietant.

## Àlbums
El secreto del Espadón
El secreto del Espadón, es va publicar per primera vegada al número 1 de la revista Tintin. Se'n va publicar una pàgina per setmana durant tres anys, i pel còmic franco-belga es va convertir en un còmic mític.
La historia, transcorre en el present (en el present de quant es va fer el còmic) el món és molt semblant amb la realitat, l'acció comença amb un atac aeri simultani del Imperio Amarillo, contra tots els països occidentals aconseguint una indiscutible victòria i la conquesta del món en una sola nit.

## Publicació
Per la baixa s'enumeren els àlbums publicats en castellà.
| Publicació / Títol                | Any de Publicació | Editorial                                         | Format | Enquadernació | Mides      | Números | Pàgines | Notes                       |
| --------------------------------- | ----------------- | ------------------------------------------------- | ------ | ------------- | ---------- | ------- | ------- | --------------------------- |
| Las aventuras de Blake y Mortimer | 1983 - 1997       | Ediciones junior S.A. / Grijalbo - Dargaud, S. A. | Album  | Cartoné       | 30 x 22 cm | 12      | 48      | L'últim llibre sense número |
| Las aventuras de Blake y Mortimer | 2000 i 2016       | Norma Editorial, S. A.                            | Album  | Cartoné       | 31 x 23 cm | 23 ?    | 56      |                             |